# Wilhelm Pohl (Komponist)
Wilhelm Pohl (* 7. September 1759 in Neuzelle; † vor 1807 in Wien(?)) war Komponist und Doktor der Medizin.

## Leben
Pohls Leben ist, zu Beginn von Neuzelle ausgehend, zunächst zwischen Braunschweig und Breslau anzusiedeln. Pohl studierte möglicherweise zunächst Musik, denn 1785 erschien eine Sammlung von Liedern bei Leuckart in Breslau. Das in Wien befindliche, undatierte Manuskript einer Klaviersonate wurde von dem nur in Braunschweig tätigen Johann Heinrich Carl Bornhardt mit Variationen ergänzt. Da es sich um eine Handschrift handelt, die wahrscheinlich durch Pohl selbst nach Wien mitgebracht wurde, ist ein Aufenthalt in Braunschweig nicht unwahrscheinlich.
Danach studierte er Medizin, worin er 1796 an der Universität Wien promoviert wurde. Spätestens 1790 dürfte er dorthin gezogen sein, denn ab diesem Jahr wurden seine Kompositionen für Klavier, Violine sowie auch Lieder in Wien gedruckt. Zunächst wurden seine Werke bei Franz Anton Hoffmeister, ab etwa 1800 bei dem ebenfalls in Wien tätigen Karl Friedrich Täubel verlegt. Ab 1794 erschienen seine Lieder auch in Sammelbänden in Wien und in Prag. Dies zeigt, dass er neben seinem Beruf als Arzt in seiner künstlerischen Berufung als Komponist auch überregional wahrgenommen wurde.
Laut Ernst Ludwig Gerber soll er „seit 1807 nicht mehr am Leben [gewesen] seyn“.

## Medizinische Schriften
"Ueber den Einfluss der in unseren Tagenden herrschenden Theorien, auf die Behandlungsart der Krankheiten überhaupt, und insbesondere des sogenannten Rheumatism", in: Carl Werner (Hg.), Apologie des Brown'schen Systems, Bd. 2, Wien: Ch. Fr. Wappler 1800, S. 228–366.

## Werke
Vokalmusik (Auswahl)
- Lieder mit Melodien fürs Clavier, Breslau: Leuckart & Co. 1784.
- Lieder mit Melodien fürs Clavier, Breslau: Leuckart & Co. 1785. [A-Wgm], [Dbrd-Mbs]
  - 1. Das Lied der Morgenröthe: ”Komm Aurore”, S. 3.
  - 2. Das Thal der Liebe: ”O selig selig Thal”, S. 4.
  - 3. Das strickende Mädchen: „Und hörst du, kleine Phillis, nicht“, S. 6.
  - 4. Die Echo: „An des Baches stillen Weiden“, S. 8.
  - 5. Lied im Gefängnis: „Wenn Liebe, froh und frei geschwingt“, S. 10.
  - 6. Das Lied vom Schmetterling: „Liebes, lustges Ding“, S. 12.
  - 7. Palast des Frühlings: „Alle Töchter der Aurora“, S. 14.
  - 8. Das Unvergleichbare: „Du kleines Sternenheer der Nacht“, S. 16.
  - 9. Der einzige Liebreiz: „Die Schönheit nicht, oh Mädchen“,  S. 18.
  - 10. Lied an die Gesundheit: „Gesundheit Himmelskind“, S. 20.
  - 11. Wider das Liebeschmachten: „Wie glücklich, wie selig“, S. 22.
  - 12. Amor im Tanz: „Junges Volk, man rufet euch“, S. 24.
  - 13. An eine Blume: „Daß der Himmel dich schön geschmücket“, S. 26.
  - 14. Wettstreit des Frühlings: „Du Vater aller Lieblichkeit“, S. 28.
  - 15. Warnigung an ein Mädchen: „Mädchen, einst wirst du es sehen“, S. 30.
  - 16. Das Gras: „Hier war’s, hier bist du liebes Gras“, S. 32.
  - 17. Die Schäferin: „Heerden und sein Herz zu hüten“, S. 34.
  - 18. Landlied: „Meine Schäfchen, Morgens früh“, S. 36.
  - 19. Das Mädchen am Ufer: „Im säuselnden Winde“, S. 40.
  - 20. Abendlied: Schäfer: „Und wenn sich einst die Seele schließt“, S. 42.
- Lieder mit Melodien für’s Clavier. Zweyte Sammlung, Breslau: Johann Friedrich Korn, der Ältere 1786. [PL-WRu]
- Allgemein musikalische Bibliothek für das Klavier und Singkunst, Wien: L. Hohenleitter & Co. 1794 [A-Wn; CZ-K]
  - An die Menschengesichter
  - Harlekins Promotion am Fastnachtabend
  - Hochzeit-Lied
  - Ich und Du
  - Der Kuss
  - Das Mädchen an ihren Spiegel, S. 2
  - Die Sehnsuchts-Thräne
  - Der Traum
  - Trautel
  - Trink-Lied
  - Walz-Lied
- Empfindungen bei Goehde’s Tode für Gesang und Clavier, Wien: Mollo 1800.
- Neue Auswahl Scherzhafter und Zärtlicher Lieder aus den neuern vorzüglichsten und beliebtesten Dichtern zum Singen und Spielen am Klavier oder Fortepiano komponirt von Doctor Wilhelm Pohl in Wien, Wien: Karl Friedrich Täubels 1801. [A-Wn M.S. 10192]
  - Das Traumbild, S. 4. (Text: Ludwig Christoph Heinrich Hölty)
  - Der Rechenmeister Amor, S. 6. (Text: Aloys Blumauer)
  - Mädchen, lernet Amor'n kennen, S. 8. (Text: Johann Peter Uz)
  - Liebeserklärung des lustigen Schneiders Monsieur Leichtfuß an sein liebes Rosinchen, S. 10. (Text von A., aus: Göttinger Blumenlese)
  - Dieß Lied e'm Mädel gelten soll, das mich wohl kennt und ich sie wohl, S. 12. (Text von G.S., aus: Göttinger Blumenlese)
  - Trinklied im May: Bekränzet die Tonnen und zapfet mir Wein, S. 14. (Text: L. Hölty)
- Cavatina dell’ Opera „La Molinara“ del Sig. Paisiello, accom. con Variaz. p. Fl., V., A. et Vc., Wien [o. J.].

Instrumentalmusik (Auswahl)
- [1785/89] Sonate pour le Piano Forte par Pohl [B-Dur] / Variations pour le Pianoforte par Bornhardt. [A-Wn Mus.Hs.3462, fol. 48r-51r]
  - di Pohl: Andante - Var. 1 - Var. 2 - Var. 3. - Var. 4 - Allegro
- [Wilhelm Pohl: drei verschollenen Werke, op. 1, wahrscheinlich auch schon in Wien bei Hoffmeister publiziert]
- 3 Violinduos, [op. 2?] Wien: Hoffmeister [1790].
- 2 Sonates pour le fortepiano, [op. 3?] Wien: Hoffmeister [1790]. [I-Rfa (deest)]
- 3 Duos pour violon, et alto, op. 4, Wien: Hoffmeister 1790.
- Notturno, à 5 stromenti cioè flauto traverso, violino, 2 viole, et violoncello, Wien: Hoffmeister 1791. [gedruckt oder nur handschriftlich]
- 3 Quartuors pour deux violons, alto & violoncelle, op. 5, Wien: Hoffmeister 1792.
- 3 Quartuors pour flute-traversière, violon alto & violoncelle, op. 6, Wien: Hoffmeister [1793].